# Prove

Prove ali Proven je bilo morebitno božanstvo, ki naj bi ga častili Slovani v Oldenburški deželi.
O njem z imenom Prove poroča Helmold iz Basaua († 1170), nekoliko kasneje pa škof Gerald opisuje spoštovanje božanstva z imenom Proven. Ker je ime Prove povezano s čaščenjem hrastov, bi ga lahko imeli za lokalno ime za Peruna. Po drugi strani bi lahko šlo za napačno razumljeno slovansko besedo za pravo (ius). 